# Вознюк Зоряна Валентинівна
Зоряна Валентинівна Вознюк (Богуславська) (нар. 21 лютого 1990, с. Великий Житин, Рівненська область, Україна) — українська громадська діячка, підприємиця, депутатка Шпанівської ОТГ, голова бюджетної комісії, дружина народного депутата України VIII скликання Вознюка Юрія Володимировича, співзасновниця ТОВ “ТІВОЛІ-ЛЕНД”

## Біографія
Народилася 21 лютого 1990 року в селі Великий Житин Рівненської області.
У 1996 році була зарахована до 1-го класу Великожитинської загальноосвітньої школи. Протягом навчання у школі активно брала участь у художній самодіяльності та отримувала призові місця. У 2007 році закінчила школу, здобувши золоту медаль.
Того ж року вступила до Національного університету водного господарства та природокористування на факультет будівництва та архітектури, спеціальність «Технологія будівельних конструкцій, виробів і матеріалів». Бере участь в олімпіадах та наукових конференціях.

## Освіта
• 1996–2007 — навчалася у ЗОШ №1 с. Великий Житин, закінчила із золотою медаллю.
• 2007–2012 — здобула вищу освіту у Національному університеті водного господарства та природокористування (НУВГП), факультет будівництва та архітектури, спеціальність «Технологія будівельних конструкцій, виробів та матеріалів». Отримала диплом з відзнакою (червоний диплом).
• 2012 — здобула додаткову освіту у Кооперативному технікумі за спеціальністю «Юрист». 

## Кар'єра
• 2012 — заступник директора підприємства «Рівнекомунпостач».
• 2010–2015 — депутатка Великожитинської сільської ради.
• 2012–2017 — помічниця народного депутата України.
• 2017 — заснувала підприємство ТОВ «Тіволі ЛЕНД».
• 2017 — по сьогодні — директорка ТОВ «Тіволі ЛЕНД».
• 2018–2020 — депутатка Шпанівської ОТГ, голова бюджетної комісії.
• 2020 — по сьогодні — повторно обрана депутаткою Шпанівської ОТГ, продовжує очолювати бюджетну комісію.

## Особисте життя
• У травні 2015 року вийшла заміж за Юрія Вознюка.
• У серпні 2015 року народила доньку Емілію.
• У 2019 році народила доньку Олександру. 

## Громадська діяльність
У 2007 році стала членом Студентської ради університету, де відповідала за навчально-виховний сектор і виховну роботу. Організовувала та брала участь у численних проектах, зокрема: «Конкурс виробничих професій», «Студентська весна», «Чистий двір — чисте місто» та Студентська ліга «Що? Де? Коли?».
У травні 2010 року здобула перемогу в обласній  «Студентській республіці» та була обрана Студентським мером Рівненщини. На фіналі «Студентської республіки-2010» в Заозерному її обрали депутатом Студентського парламенту України.

## Захоплення
Захоплюється парашутним спортом, має свідоцтво «Парашутист ІІІ розряду». Крім того, активно цікавиться туризмом, відпочинком у будь-якій формі та інтелектуальними іграми.